# Hatschekia conifer
Hatschekia conifer is een eenoogkreeftjessoort uit de familie van de Hatschekiidae. De wetenschappelijke naam van de soort is voor het eerst geldig gepubliceerd in 1970 door Cressey.